# Heliconia albicosta
Heliconia albicosta är en enhjärtbladig växtart som först beskrevs av G.S.Daniels och F.G.Stiles, och fick sitt nu gällande namn av Bengt Lennart Andersson. Heliconia albicosta ingår i släktet Heliconia och familjen Heliconiaceae. Inga underarter finns listade.